# Pep Segura
Josep "Pep" Segura Rius (Olesa de Montserrat, España; 1961), es un entrenador de fútbol y profesor de educación física español. Desde julio de 2017 es el mánager general del Fútbol Club Barcelona.

## Biografía
Licenciado en Educación Física, su primera experiencia en los banquillos fue como responsable técnico del CF Olesa. Ejerció como profesor del INEFC (Institut Nacional d'Educació Física de Catalunya) en Lérida desde 1983 hasta que en 1997 se incorporó al FC Barcelona de la mano del entonces director del fútbol base del club, Lorenzo Serra Ferrer. Fue entrenador del Juvenil A y posteriormente responsable técnico de alto rendimiento y de scouting, así como asistente de Pere Gratacós en el FC Barcelona B, hasta abandonar el club en 2005.
La temporada 2006/07 fue ayudante de Serra Ferrer en el AEK Atenas FC de la liga Griega. La siguiente temporada ejerció como segundo de Takis Lemonis en Olympiacos FC y en marzo de 2008, tras el cese de Lemonis, asumió las riendas del equipo griego y logró el doblete, Liga y Copa. Abandonó el club al final de temporada, siendo sustituido por Ernesto Valverde. Es el primer entrenador nacido en España que consigue el título de liga griego (la temporada 1971-72 lo había logrado Ferenc Puskás, húngaro naturalizado español). Paralelamente, asistió a Pere Gratacós durante su etapa al frente de la selección catalana.
En junio de 2009 se incorporó al Liverpool FC, por entonces entrenado por Rafa Benítez para hacerse cargo de la Academia Frank McParland, dedicada a la formación de jóvenes promesas del club. La temporada 2010/11 dirigió al equipo reserva de los «Reds». En septiembre de 2012 abandonó el club inglés.
Regresó a Barcelona, ejerciendo nuevamente la docencia en el INEFC, especialmente en áreas de metodología del entrenamiento. Ha sido también comentarista técnico en la emisora RAC 1.
En julio de 2015, el presidente del FC Barcelona Josep Maria Bartomeu le nombra secretario técnico del fútbol formativo profesional, cargo de nueva creación.
En julio de 2017 pasa a ser el nuevo mánager general de fútbol azulgrana, y el cargo de secretario técnico del fútbol formativo profesional que venía ocupando desde 2015 será para la dupla formada por los exjugadores azulgranas José Mari Bakero y Guillermo Amor.

## Palmarés
- 2007 - 2008 Super Liga de Grecia con el Olympiacos FC.
- 2007 - 2008 Copa griega.

## Enlace
- Declaraciones de José Segura en Terra Deportes Archivado el 25 de abril de 2008 en Wayback Machine.

- Datos: Q3563513
- Multimedia: Pep Segura / Q3563513